# Bahnhof Taedonggang

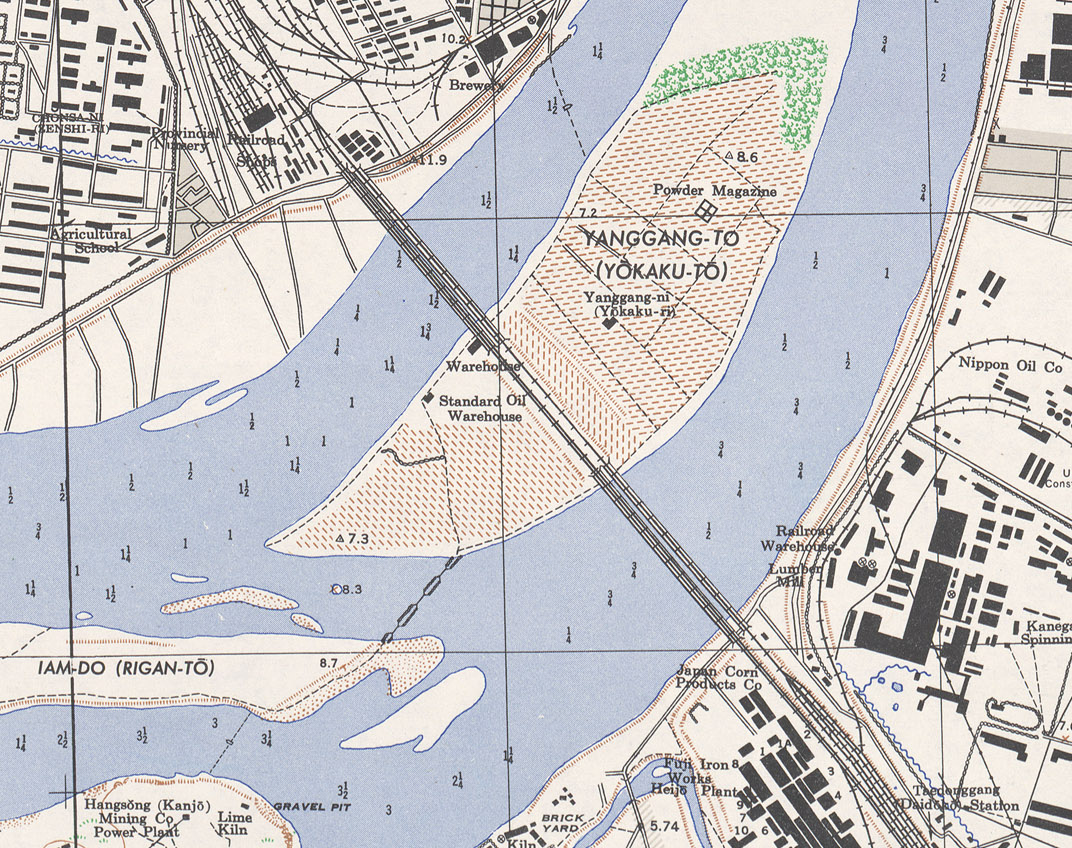
Der Bahnhof Taedonggang befindet sich unten rechts (Karte von 1946)

Der Bahnhof Taedonggang (대동강역) ist ein Bahnhof in Nordkorea. Er befindet sich in der Hauptstadt Pjöngjang im Bezirk Sŏngyo-guyŏk direkt am namensgebenden Fluss Taedong-gang. Er wurde am 1. Oktober 1926 eröffnet. Die P’yŏngbu-Linie der Koreanischen Staatsbahn hält hier.
In Richtung Innenstadt erreicht man über die Yanggak-Brücke den Hauptbahnhof Pjöngjang, in Richtung Süden kommt man je nach Strecke zum Bahnhof Pjöngjang Ost oder zum Bahnhof Ryŏkp’o.